# Себастьяно Нела
Себастьяно Нела (італ. Sebastiano Nela; нар. 13 березня 1961, Рапалло) — колишній італійський футболіст, захисник.
Насамперед відомий виступами за клуб «Рома», а також національну збірну Італії.
Чемпіон Італії. Триразовий володар Кубка Італії.

## Клубна кар'єра
Вихованець футбольної школи клубу «Дженоа». Дорослу футбольну кар'єру розпочав 1978 року в основній команді того ж клубу, в якій провів три сезони, взявши участь у 70 матчах чемпіонату.
Своєю грою за цю команду привернув увагу представників тренерського штабу клубу «Рома», до складу якого приєднався 1981 року. Відіграв за «вовків» наступні одинадцять сезонів своєї ігрової кар'єри. Більшість часу, проведеного у складі «Роми», був основним гравцем захисту команди. За цей час виборов титул чемпіона Італії, ставав володарем Кубка Італії (тричі).
Завершив професійну ігрову кар'єру у клубі «Наполі», за команду якого виступав протягом 1992—1994 років.

## Виступи за збірні
Протягом 1981—1982 років залучався до складу молодіжної збірної Італії. На молодіжному рівні зіграв у 5 офіційних матчах.
1984 року дебютував в офіційних матчах у складі національної збірної Італії. Протягом кар'єри у національній команді, яка тривала 4 роки, провів у формі головної команди країни лише 5 матчів. У складі збірної був учасником чемпіонату світу 1986 року у Мексиці, в рамках якого, втім, жодного разу на поле не виходив.
| Дата       | Місто   | Господарі | Результат | Гості   | Турнір            | Голи | Примітки         |
| ---------- | ------- | --------- | --------- | ------- | ----------------- | ---- | ---------------- |
| 22/05/1984 | Цюрих   | ФРН       | 1 – 0     | Італія  | товариський матч  | -    | замінений на 70' |
| 26/03/1986 | Удіне   | Італія    | 2 – 1     | Австрія | товариський матч  | -    |                  |
| 08/10/1986 | Болонья | Італія    | 1 – 0     | Греція  | товариський матч  | -    |                  |
| 06/12/1986 | Валетта | Мальта    | 0 – 2     | Італія  | Відбір до ЧЄ 1988 | -    |                  |
| 18/04/1987 | Кельн   | ФРН       | 0 – 0     | Італія  | товариський матч  | -    |                  |
| Усього     |         | Матчів    | 5         |         | Голів             | 0    |                  |

## Титули і досягнення
- Чемпіон Італії (1):

«Рома»: 1982–83
- Володар Кубка Італії (3):

«Рома»: 1983–84, 1985–86, 1990–91